# Batrachidea mucronata
Batrachidea mucronata är en insektsart som först beskrevs av Saint-fargeau och Jean Guillaume Audinet Serville 1825.  Batrachidea mucronata ingår i släktet Batrachidea och familjen torngräshoppor. Inga underarter finns listade i Catalogue of Life.